# تپه سرآب تیران
تپه سرآب تیران مربوط به دوره نوسنگی - هزاره دوم و ۳ قبل از میلاد - سده‌های میانه دوران‌های تاریخی پس از اسلام است و در شهرستان کرمانشاه، بخش کوزران، دهستان سنجابی، روستای سرآب تیران واقع شده و این اثر در تاریخ ۲۷ اسفند ۱۳۸۶ با شمارهٔ ثبت ۲۲۴۸۰ به‌عنوان یکی از آثار ملی ایران به ثبت رسیده است.